# Bourdon
Bourdon – miejscowość i gmina we Francji, w regionie Hauts-de-France, w departamencie Somma.
Według danych na rok 2011 gminę zamieszkiwało 386 osób, a gęstość zaludnienia wynosiła 55 osób/km² (wśród 2293 gmin Pikardii Bourdon plasuje się na 663. miejscu pod względem liczby ludności, natomiast pod względem powierzchni na miejscu 690.).